# Josetxo
Josetxo, właśc. José Romero Urtasun (ur. 25 lutego 1977 w Pampelunie) – hiszpański piłkarz występujący na pozycji obrońcy, grający w SD Huesca, dokąd trafił z Osasuny, której jest wychowankiem. Przeszedł wszystkie szczeble hierarchii klubowej, od drużyn juniorów aż po drużynę seniorów. W pierwszym składzie Osasuny zadebiutował w 1996. W sezonie 1999/2000 był wypożyczony do SD Eibar. W sezonie 2005/2006 dotarł do półfinału rozgrywek o Puchar UEFA.